# The Man In My Basement
Pour plus de détails, voir Fiche technique et Distribution.
The Man In My Basement est un film américano-britannique réalisé par Nadia Latif et dont la sortie est prévue en 2025. Il s'agit d'une adaptation du roman du même nom de Walter Mosley, qui coécrit le scénario avec la réalisatrice. Les rôles principaux sont tenus par Corey Hawkins, Willem Dafoe, Anna Diop et Tamara Lawrance.
Le film sera présenté au festival international du film de Toronto 2025, puis sortira aux États-Unis fin 2025 sur la plateforme Hulu et sur Disney+ dans le reste du monde.

## Synopsis
Charles Blakey est un Afro-Américain installé dans la petite ville de Sag Harbor, dans l'État de New York. Il connait de gros problèmes financiers et sur le point de perdre sa maison familiale, qui va être saisie. C'est alors qu'un homme d'affaires blanc, avec un accent européen, se présente à sa porte. Prénommé Anniston Bennet, il propose de lui louer son sous-sol pour l'été. Très motivé, l'homme est prêt à débourser 50 000 dollars. Mais cette proposition alléchante va entraîne Charles dans un tourbillon infernal.

## Fiche technique
Sauf indication contraire, les informations mentionnées dans cette section peuvent être confirmées par les bases de données cinématographiques IMDb et Allociné,  présentes dans la section « Liens externes ».
- Titre original : The Man In My Basement
- Réalisation : Nadia Latif
- Scénario : Nadia Latif et Walter Mosley, d'après le roman The Man In My Basement de Walter Mosley
- Musique : Robert Aiki Aubrey Lowe
- Décors : Kathrin Eder
- Costumes : Lynn Ollie
- Photographie : Ula Pontikos
- Montage : Mark Towns
- Production : Diane Houslin, John Giwa-Amu, Dave Bishop et Len Rowles

Producteurs délégués : Jason Aidoo, Ama Ampadu, Nick Batzias, Pauline Burt, Willem Dafoe, George Hamilton, Corey Hawkins, David Kimbangi, Simon Moseley et James Pugh
- Sociétés de production : Andscape, B.O.B. Filmhouse, Good Gate Media et Protagonist Pictures
- Sociétés de distribution : Hulu (États-Unis), Disney+ (France)
- Budget : N/A
- Pays de production :  États-Unis,  Royaume-Uni
- Langue originale : anglais
- Format : couleur
- Genre : thriller
- Date de sortie[3] : Dates sujettes à modification
  - Canada : septembre 2025 (festival de Toronto)
  - États-Unis : automne 2025[2] (sur Hulu)
- Classification[4] :
  - États-Unis : R

## Distribution
- Corey Hawkins : Charles Blakey
- Willem Dafoe : Anniston Bennet
- Anna Diop : Narciss Gully
- Tamara Lawrance : Bethany

## Production

### Genèse et développement
En mars 2022, il est annoncé qu'une une adaptation du roman The Man In My Basement de Walter Mosley est en développement, avec Nadia Latif comme réalisatrice — pour son premier long métrage — ainsi qu'à l'écriture du scénario. Jonathan Majors est alors annoncé dans le rôle de Charles Blakey ainsi que comme producteur délégué. En août 2022, Willem Dafoe est officialisé pour incarner Anniston Bennet.
En 2023, à la suite de l'arrestation de Jonathan Majors et des allégations d'agression qui ont suivi, l'acteur est renvoyé du film. En janvier 2024, Corey Hawkins est annoncé pour le remplacer. Le mois suivant, Anna Diop est officialisée dans le rôle de Narciss Gully.

### Tournage
Le tournage débute le 30 janvier 2024 à Cardiff au pays de Galles.

## Sortie et accueil
En juillet 2025, il est révélé que le film sera présenté dans la section Discovery du festival international du film de Toronto 2025